# Phare du Cap Malabrigo
Le phare de Malabrigo est un phare situé sur la Pointe de Malabrigo, à Lobo dans la province de Batangas aux Philippines.
Le phare a été érigé lors de la colonisation espagnole et fait désormais partie du patrimoine culturel philippin comme Important Cultural Property (Philippines) (en) depuis novembre 2006.
Ce phare géré par le Maritime Safety Services Command (MSSC), service de la Garde côtière des Philippines (Philippine Coast Guard).

## Histoire
Le phare de la Pointe de Malabrigo est un des phares de l'époque espagnole le mieux préservé. Pendant la colonisation espagnole, un ordre avait été donné de construire des phares sur les principales routes maritimes des Philippines pour sauvegarder la croissance du trafic maritime vers les Philippines. Il a été construit par Jose Garcia et conçu par Guillermo Brockman et sa construction a été achevée en 1896. L'architecture de cette station de signalisation est d'inspiration victorienne. Sa tour est comparable à celle du phare du Cap Santiago à Calatagan.
Le phare a été remis à neuf. Il a été construit sur le point le plus au sud de la province de Batangas, à environ 5 km de la ville de Lobo. Il surplombe l'île Verte et l'île de Mindoro.

## Description
C'est une tour cylindrique en brique, avec double galerie en lanterne, de 17 m de haut, à côté d'une maison de gardiens d'un étage au toit rouge.
À l'origine il était équipé d'une lentille de Fresnel de troisième ordre. Il possède maintenant une lanterne moderne en aluminium avec une ampoule halogène. et la tour est peinte en blanc. En février 1994, le générateur électrique a été remplacé par une alimentation à l'énergie solaire.
Il émet, à une hauteur focale de 56 m, trois éclats blancs toutes les 15 secondes.
Identifiant : ARLHS : PHI-046 ; PCG-0075 - Amirauté : F2604 - NGA : 14220.
|                  |
| Le phare en 1903 |

|                 |
| Le phare actuel |

|                                 |
| Localisation de Lobo (Batangas) |

### Lien connexe
- Liste des phares aux Philippines